# Marvin Hagler vs. Sugar Ray Leonard
Marvin Hagler vs. Sugar Ray Leonard, conosciuto come "The Super Fight", è stato un incontro di pugilato svoltosi il 6 aprile 1987 presso il Caesars Palace di Paradise, Nevada; con in palio i titoli WBC, The Ring e Lineare dei pesi medi. Amareggiato dal verdetto controverso che lo vide sconfitto ai punti per decisione non unanime, dopo aver chiesto invano un rematch, Hagler decise di ritirarsi dal pugilato.
L'incontro fu dichiarato contemporaneamente combattimento dell'anno e Sorpresa dell'anno 1987 dalla rivista specializzata Ring Magazine e, nel 1996, fu inserito all'88º posto nella lista dei 100 più grandi combattimenti di tutti i tempi con titolo in palio.

## Contesto
Alla fine dell'estate 1986 cominciarono le negoziazioni per il super match tra l'indiscusso campione dei pesi medi "Marvelous" Marvin Hagler e lo sfidante "Sugar" Ray Leonard. Leonard aveva combattuto solo una volta dal suo primo ritiro nel 1982, sconfiggendo Kevin Howard nel 1984, ritirandosi nuovamente immediatamente dopo l'incontro dichiarandosi insoddisfatto della propria prestazione. Nel marzo 1986 Hagler sconfisse John Mugabi per KO all'undicesimo round. Leonard assistette a quel match e avendo notato che la velocità di Hagler era diminuita rispetto a un tempo, pensò di poterlo battere, e nel maggio 1986, annunciò che sarebbe tornato sul ring solo per affrontare Hagler.
Hagler fu inizialmente restio a combattere con Leonard, annunciando nel 1986 che stava seriamente pensando al ritiro. Entro il mese seguente, Hagler cambiò idea e decise di accettare la sfida di Leonard nel 1987.

## L'incontro
In quello che si sarebbe rivelato essere uno degli incontri di pugilato più controversi della storia della boxe, Leonard sconfisse Hagler ai punti per decisione non unanime. Hagler iniziò il match abbandonando la sua solita posizione mancina in favore di una guardia destra, ma i primi due round furono comunque assegnati a Leonard. Al terzo round, Hagler tornò alla sua consueta guardia mancina. Hagler avrebbe trascorso la maggior parte del combattimento come aggressore, mentre Leonard preferiva colpire con combinazioni veloci prima di indietreggiare. Durante gli ultimi 30 secondi di ogni round, Leonard attaccò Hagler con una raffica di pugni nel tentativo di "rubare" i round all'avversario sui cartellini dei giudici. Complessivamente, Leonard mise a segno 306 dei 629 pugni tirati (49%) rispetto ai 291 su 792 di Hagler (37%).
Alla fine del match, il giudice Lou Filippo diede la vittoria a Hagler per 115-113, mentre il giudice Dave Moretti assegnò il combattimento a Leonard 115 a 113. Il terzo giudice, JoJo Guerra, fece vincere Leonard con un punteggio esagerato di 118–110, assegnando a Leonard 10 round e solo 2 a Hagler. Il giudizio di Guerra fu ampiamente deriso dai media dopo l'incontro. Guerra in seguito ha riconosciuto di aver commesso un errore e che avrebbe dovuto assegnare altri due round a Marvin Hagler.

### Arbitro e giudici
- Arbitro: Richard Steele
- Giudice: Lou Filippo
- Giudice: Jose Juan Guerra
- Giudice: Dave Moretti

## Conseguenze
A causa del controverso verdetto, Hagler chiese un rematch immediato ma Leonard scelse invece di ritirarsi nuovamente dal ring (e fu il terzo dei cinque ritiri totali annunciati da Ray Leonard durante la sua carriera di pugile professionista), avendo detto in precedenza che lo avrebbe fatto dopo l'incontro. Nel giugno 1988, 14 mesi dopo il match, Hagler annunciò anche lui il suo ritiro ufficiale dalla boxe, dichiarando di "essere stanco di aspettare che Leonard gli concedesse la rivincita". Appena un mese dopo il ritiro di Hagler, Leonard annunciò il suo ritorno sul ring per affrontare il campione WBC Donny Lalonde. Nel 1990 Leonard offrì finalmente un rematch a Hagler ma egli declinò la proposta. All'epoca, Marvin Hagler aveva intrapreso una nuova carriera come attore in Italia e non era più interessato al pugilato. Hagler disse: «Un po' di tempo fa, sì, lo desideravo così tanto, ma adesso l'ho superato».
Questo fu l'ultimo incontro di Leonard con l'assistenza del suo vecchio allenatore e cornerman Angelo Dundee. Dundee si sentì insultato di essere stato pagato solo $150,000 (l'1% del compenso totale di Leonard pari a $12 milioni di dollari) e rifiutò di assistere Leonard nel suo match con Donny Lalonde.

## Il programma (PPV)
| N. | Match                                   | Titolo in palio                                  | Risultato | Round | Tempo |
| -- | --------------------------------------- | ------------------------------------------------ | --------- | ----- | ----- |
| 1  | Ray Leonard sconfigge Marvin Hagler (c) | Titoli WBC, Ring Magazine, Lineare dei pesi medi | SD        | 12º   |       |
| 2  | Juan Roldán sconfigge James Kinchen     |                                                  | TKO       | 9º    |       |
| 3  | Lupe Aquino sconfigge Davey Moore       |                                                  | TKO       | 5º    |       |
| 4  | Anthony Jones vs. Frankie Davies        |                                                  | D         | 8º    |       |
| 5  | Micky Ward sconfigge Kelly Koble        |                                                  | TKO       | 4º    |       |